# Liste des bâtiments protégés de Norðurland vestra
Cet article recense les bâtiments protégés de Norðurland vestra, en Islande.

## Statistiques
Au 29 mai 2012, la région de Norðurland vestra compte 38 édifices protégés, soit 8 % des protections de l'Islande.

## Liste
| Nom                                           | Adresse                   | Municipalité     | Id.                                                                | Coordonnées                         | Illustration |
| --------------------------------------------- | ------------------------- | ---------------- | ------------------------------------------------------------------ | ----------------------------------- | ------------ |
| Blönduóskirkja                                | Brimslóð                  | Blönduós         | 418                                                                |                                     |              |
| Holtastaðakirkja                              | Engihlíðarhreppur         | Blönduós         | 421                                                                |                                     |              |
| Breiðabólstaðarkirkja                         | Húnafjörður               | Húnaþing vestra  | 414                                                                |                                     |              |
| Kirkjuhvammskirkja                            |                           | Húnaþing vestra  | 413                                                                |                                     |              |
| Klambrar                                      | Vesturhóp                 | Húnaþing vestra  | 957                                                                |                                     |              |
| Staðarbakkakirkja                             |                           | Húnaþing vestra  | 415                                                                |                                     |              |
| Staðarkirkja                                  | Staður                    | Húnaþing vestra  | 406                                                                |                                     |              |
| Stofa frá Svínavatni                          |                           | Húnaþing vestra  | 693                                                                |                                     |              |
| Vesturhópshólakirkja                          |                           | Húnaþing vestra  | 416                                                                |                                     |              |
| Víðidalstungukirkja                           |                           | Húnaþing vestra  | 417                                                                |                                     |              |
| Auðkúlukirkja                                 | Svínavatnshreppur         | Húnavatnshreppur | 424                                                                |                                     |              |
| Bergstaðakirkja                               | Bólstaðarhlíðarhreppur    | Húnavatnshreppur | 420                                                                |                                     |              |
| Bólstaðarhlíðarkirkja                         |                           | Húnavatnshreppur | 422                                                                |                                     |              |
| Svínavatnskirkja                              | Svínavatnshreppur         | Húnavatnshreppur | 425                                                                |                                     |              |
| Þingeyrakirkja                                | Sveinsstaðahreppur        | Húnavatnshreppur | « 423 »(Archive.org • Wikiwix • Archive.is • Google • Que faire ?) |                                     |              |
| Undirfellskirkja                              | Áshreppur                 | Húnavatnshreppur | 419                                                                |                                     |              |
| Bæjardyr                                      | Reynistaður               | Skagafjörður     | 432                                                                |                                     |              |
| Barðskirkja                                   |                           | Skagafjörður     | 443                                                                |                                     |              |
| Fellskirkja                                   | Sléttuhlíð                | Skagafjörður     | 445                                                                |                                     |              |
| Glaumbær                                      |                           | Skagafjörður     | 438                                                                |                                     |              |
| Goðdalakirkja                                 | Vesturdalur               | Skagafjörður     | 441                                                                |                                     |              |
| Hofskirkja                                    | Höfðaströnd               | Skagafjörður     | 444                                                                |                                     |              |
| Hofsstaðakirkja                               | Viðvíkursveit             | Skagafjörður     | 434                                                                |                                     |              |
| Hóladómkirkja                                 | Hólar                     | Skagafjörður     | 430                                                                | 65° 44′ 01″ nord, 19° 06′ 55″ ouest |              |
| Hvammskirkja í Laxárdal                       | Laxárdalur                | Skagafjörður     | 431                                                                |                                     |              |
| Ketukirkja                                    | Á Skaga                   | Skagafjörður     | 429                                                                |                                     |              |
| Knappsstaðakirkja                             | Stíflu                    | Skagafjörður     | 446                                                                |                                     |              |
| Pakkhús Hofsósi                               |                           | Skagafjörður     | 442                                                                |                                     |              |
| Reykjakirkja                                  | Tungusveit                | Skagafjörður     | 440                                                                |                                     |              |
| Reynistaðarkirkja                             |                           | Skagafjörður     | 433                                                                |                                     |              |
| Sauðárkrókskirkja                             | Sauðárkrókur              | Skagafjörður     | 428                                                                |                                     |              |
| Silfrastaðakirkja                             | Akrahreppur               | Skagafjörður     | 436                                                                |                                     |              |
| Sjávarborgarkirkja                            | Borg                      | Skagafjörður     | 60                                                                 |                                     |              |
| Stóru-Akrar, bæjardyr, bæjargöng og þingstofa | Akrahreppur               | Skagafjörður     | 437                                                                |                                     |              |
| Víðimýrarkirkja                               |                           | Skagafjörður     | 439                                                                |                                     |              |
| Viðvíkurkirkja                                | Viðvíkursveit             | Skagafjörður     | 435                                                                |                                     |              |
| Villa Nova                                    | Sauðárkrókur, Aðalgata 23 | Skagafjörður     | 427                                                                |                                     |              |
| Hofskirkja                                    |                           | Skagaströnd      | 426                                                                |                                     |              |